# Hyalocaulus simplex
Hyalocaulus simplex is een sponssoort in de taxonomische indeling van de glassponzen (Hexactinellida). De spons leeft diep in zee. Het skelet van de spons bestaat uit spicula van kiezel.
De spons behoort tot het geslacht Hyalocaulus en behoort tot de familie Hexactinosida incertae sedis. De wetenschappelijke naam van de soort werd voor het eerst geldig gepubliceerd in 1877 door Marshall & Meyer.